# Rézovo
Rézovo (bulgare : Резово) est un village situé dans le sud-est de la Bulgarie, à l'extrémité sud de la rive bulgare de la mer Noire et situé juste avant la frontière avec la Turquie.

## Géographie

### Géographie physique
Rézovo est situé dans l'est de la Bulgarie, à 460 km à l'est-sud-est de la capitale Sofia et à 93 km au sud-est de la capitale régionale Bourgas. Il fait partie de la commune de commune de Tsarèvo

## Géographie humaine
| 1926 | 1934 | 1946 | 1956 | 1965 | 1975 | 1985 | 1992 | 2001 |
| ---- | ---- | ---- | ---- | ---- | ---- | ---- | ---- | ---- |
| -    | -    | -    | -    | -    | -    | -    | -    | -    |

| 2011 | 2021 | 2023 | - | - | - | - | - | - |
| ---- | ---- | ---- | - | - | - | - | - | - |
| -    | -    | 77   | - | - | - | - | - | - |

## Galerie

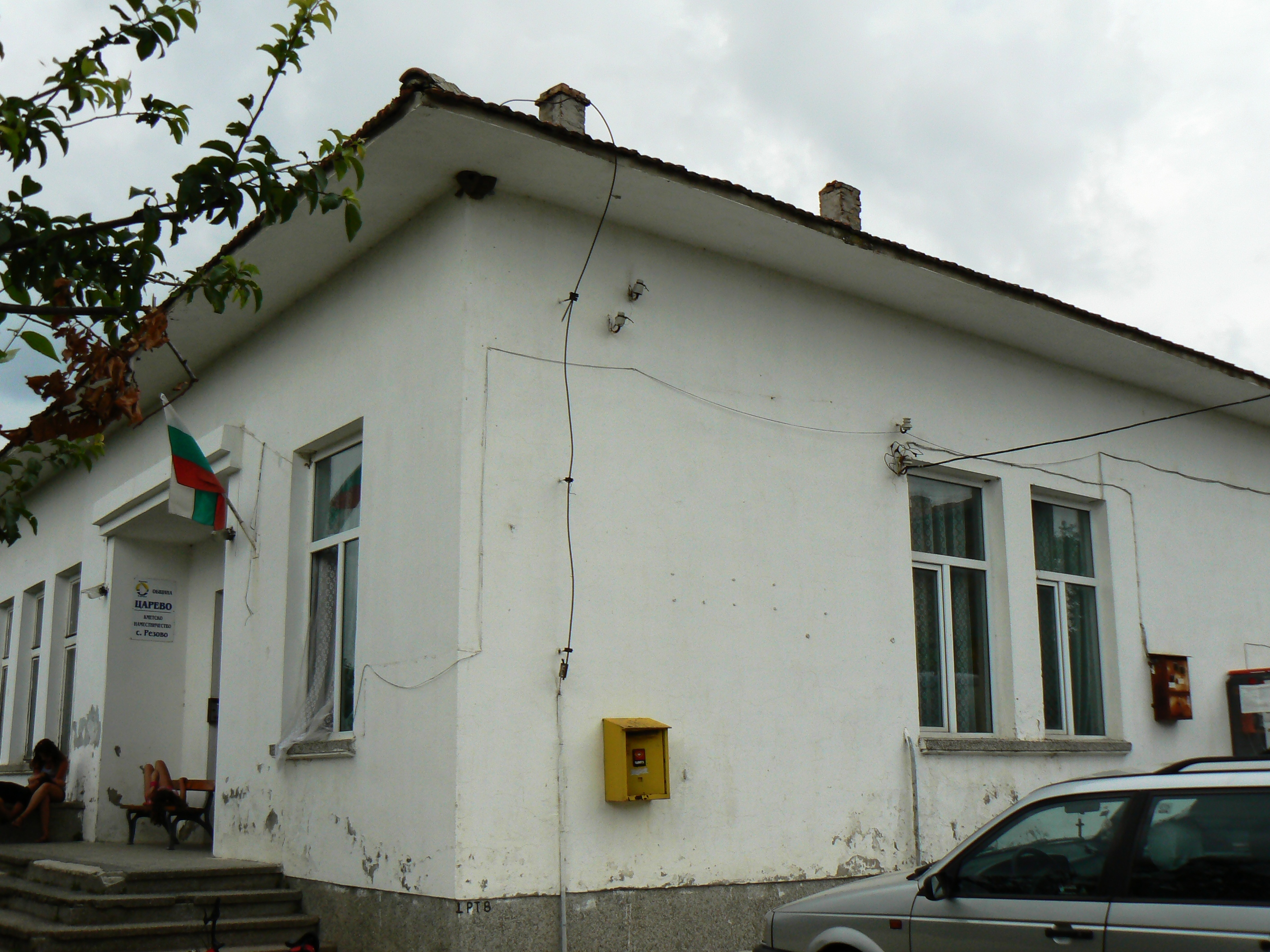
La mairie-annexe
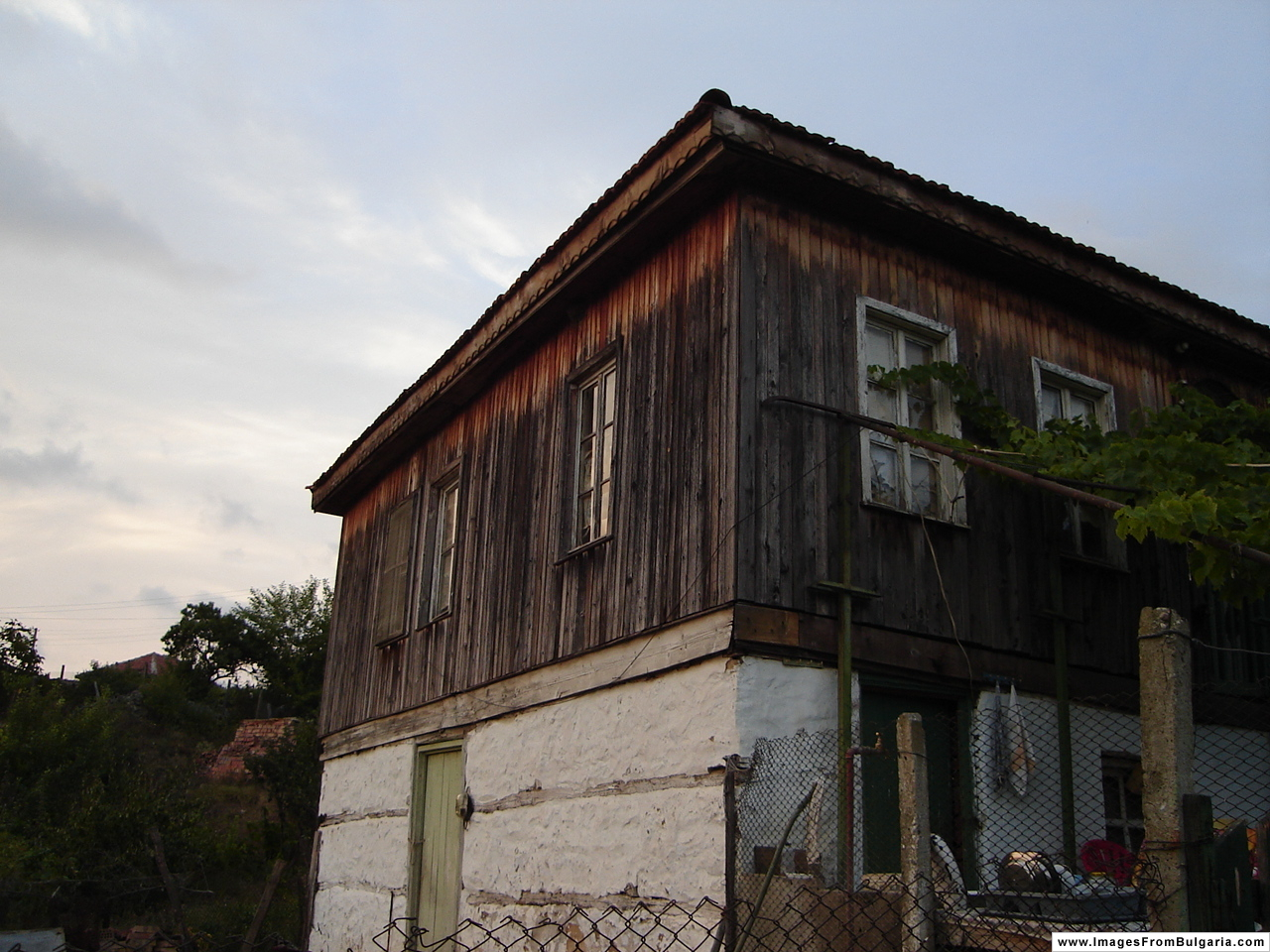
Vieille maison traditionnelle
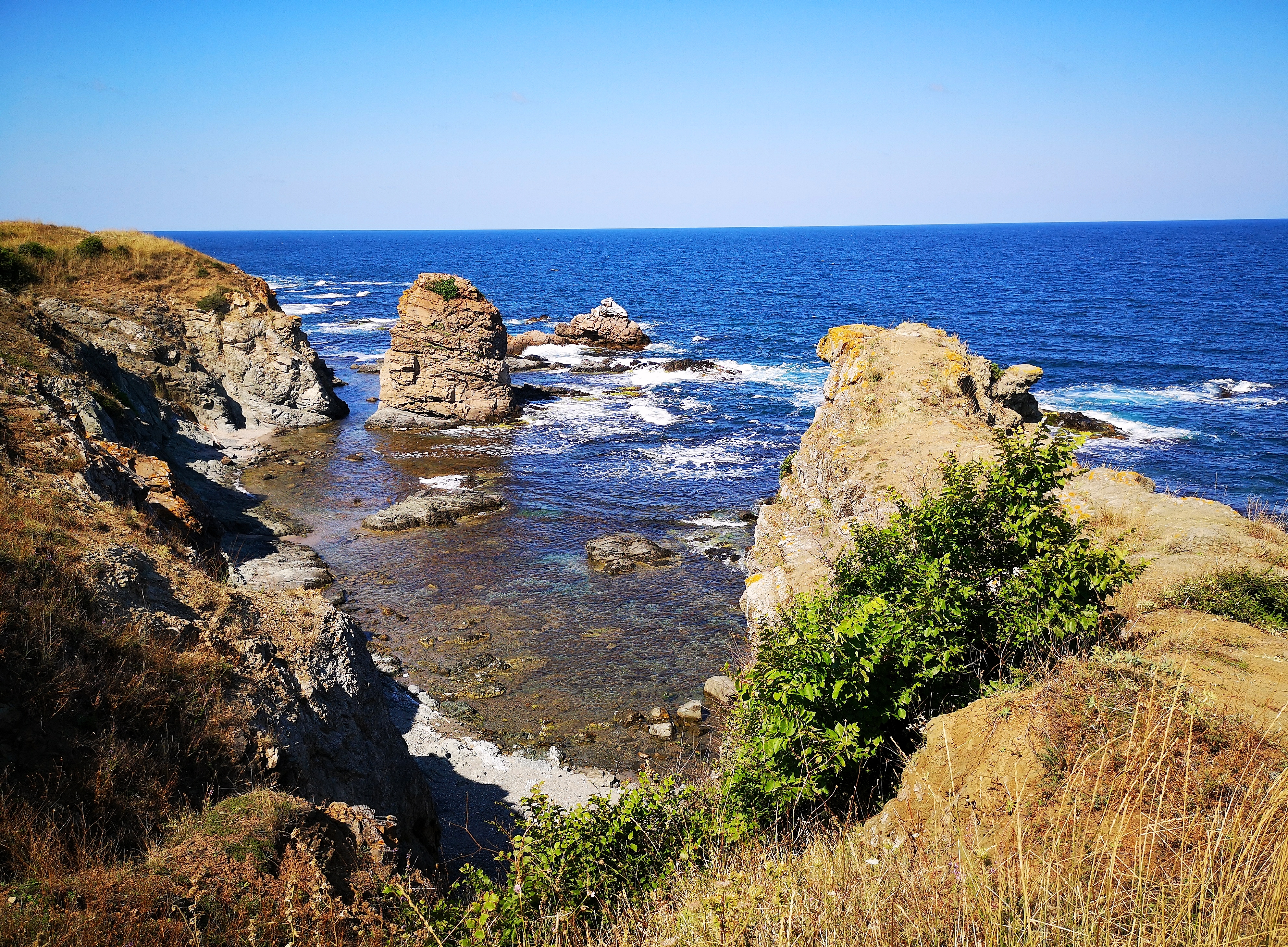
Les rochers
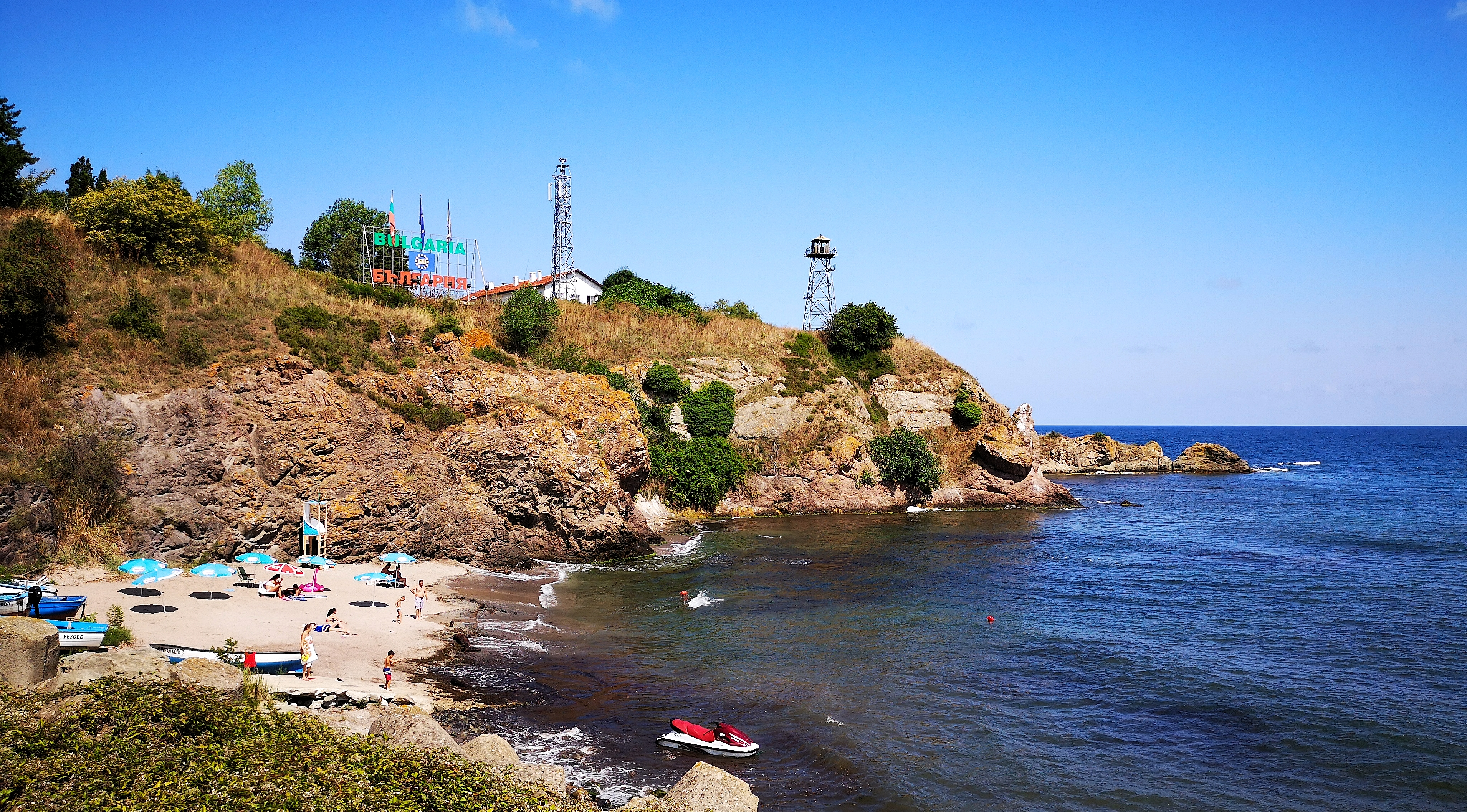
La plage
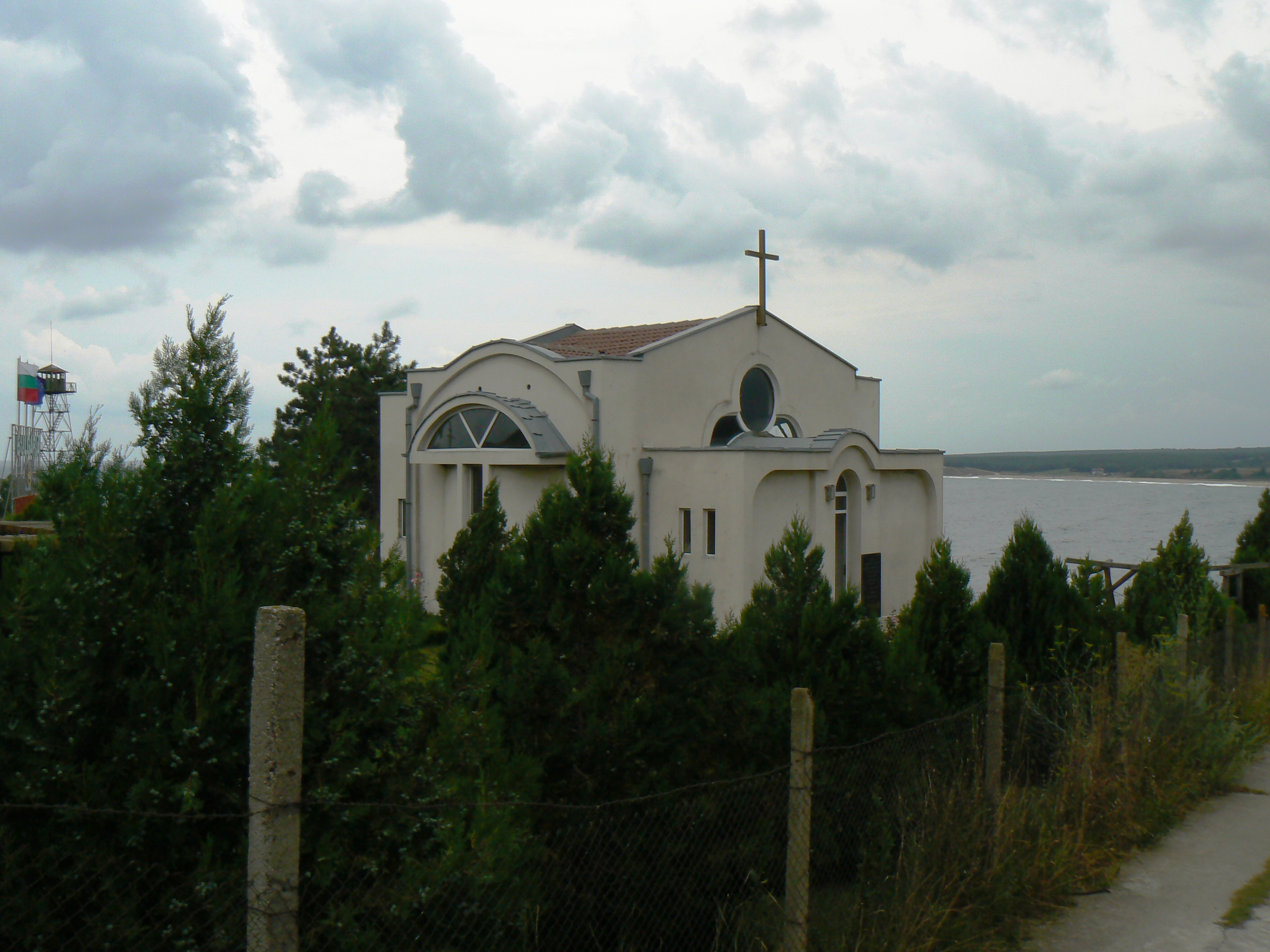
La chapelle Saint-Jean-Baptiste
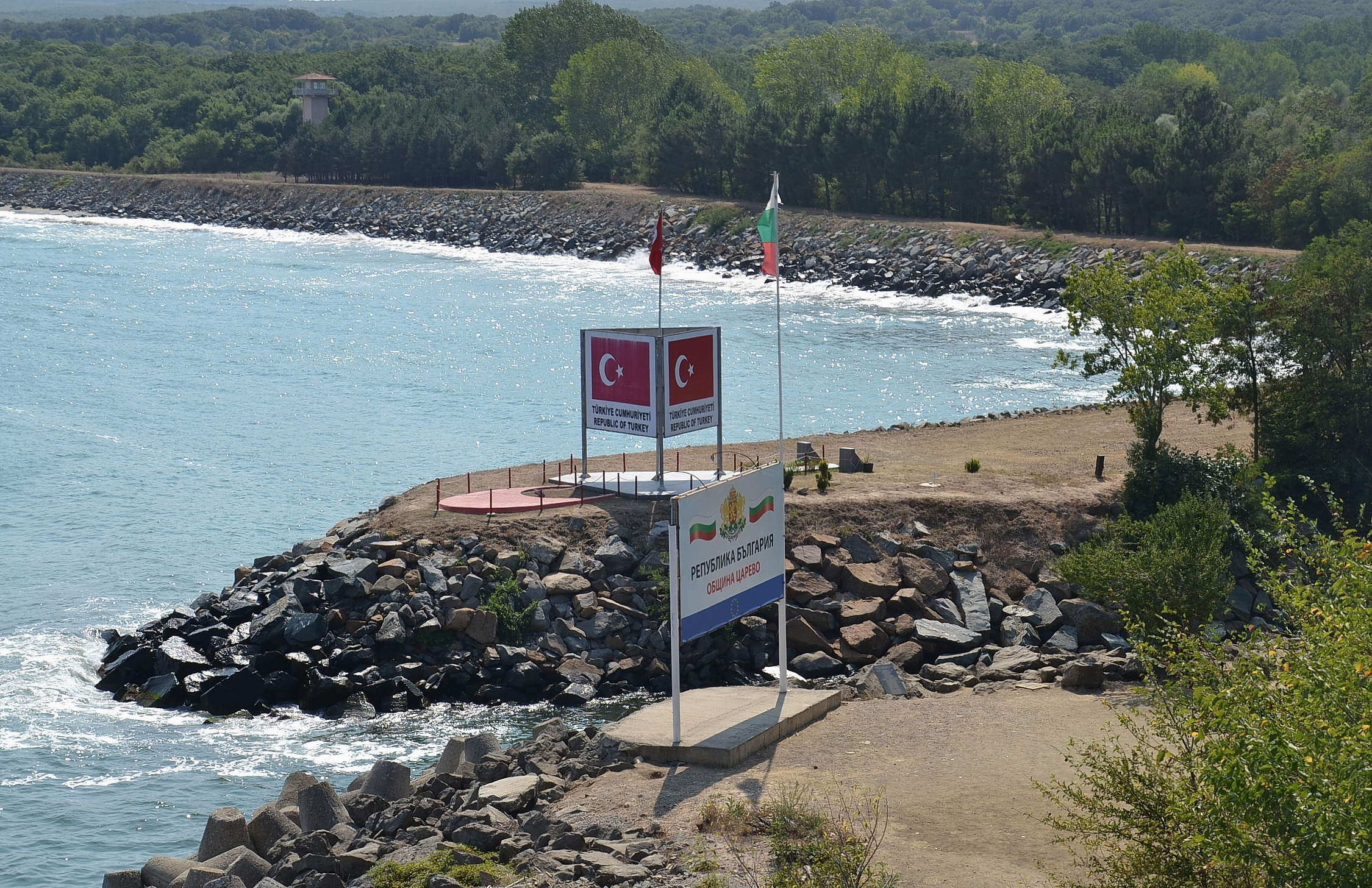
La frontière entre la Bulgarie et la Turquie
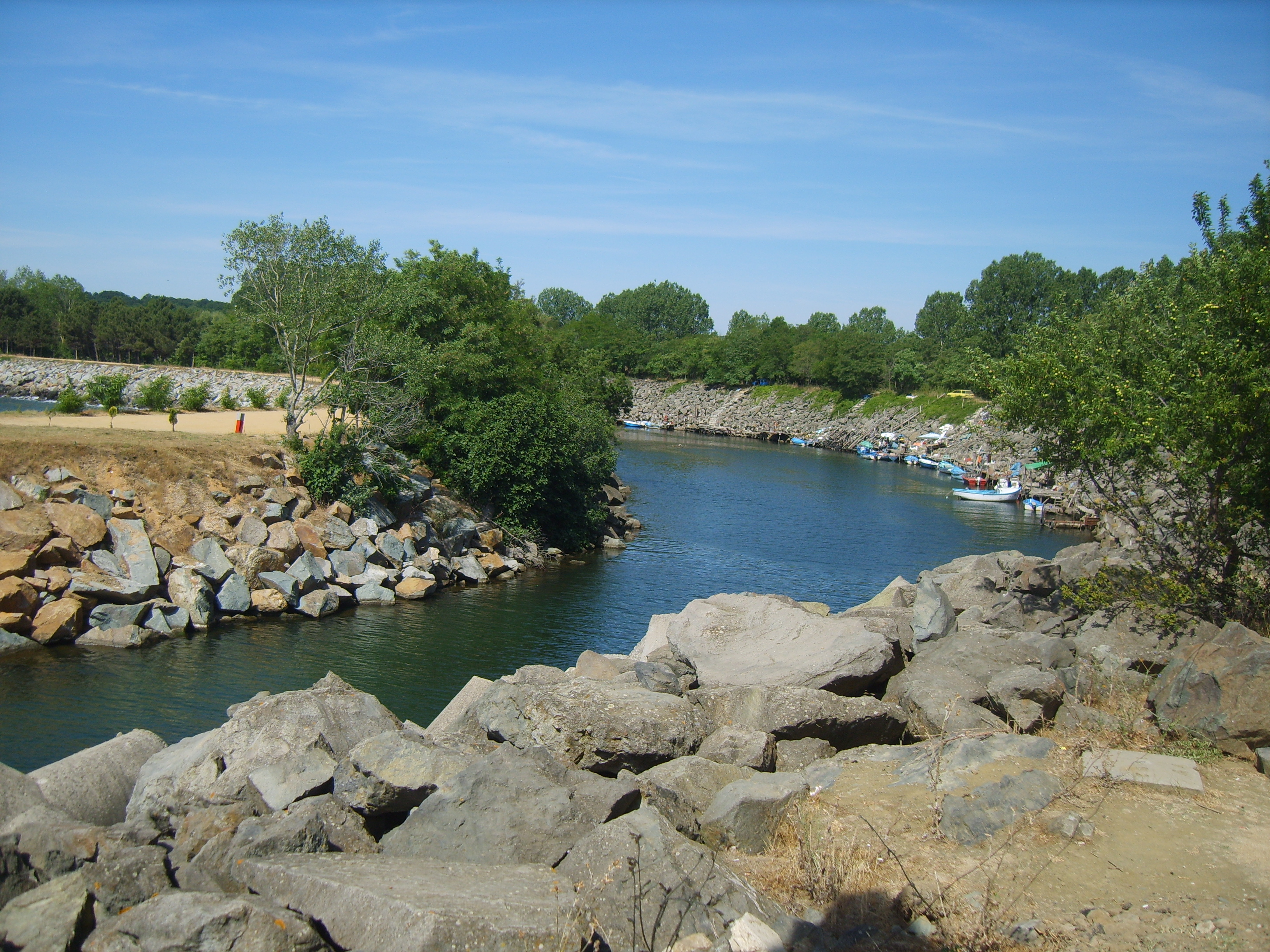
Le fleuve frontalier Rézovo